# Quintana de la Serena
Quintana de La Serena es un municipio español perteneciente a la provincia de Badajoz, en la comunidad autónoma de Extremadura.

## Historia
Los primeros vestigios de presencia humana en las tierras de Quintana de La Serena están documentados en las pinturas esquemáticas de San José, situadas cronológicamente en el Calcolítico, y mostrando una composición de figuras humanas esquematizadas y pintadas en tonos rojizos. Estas pinturas se insertan culturalmente con los otros exponentes que aparecen en la Comarca de La Serena como en buena parte de Extremadura.

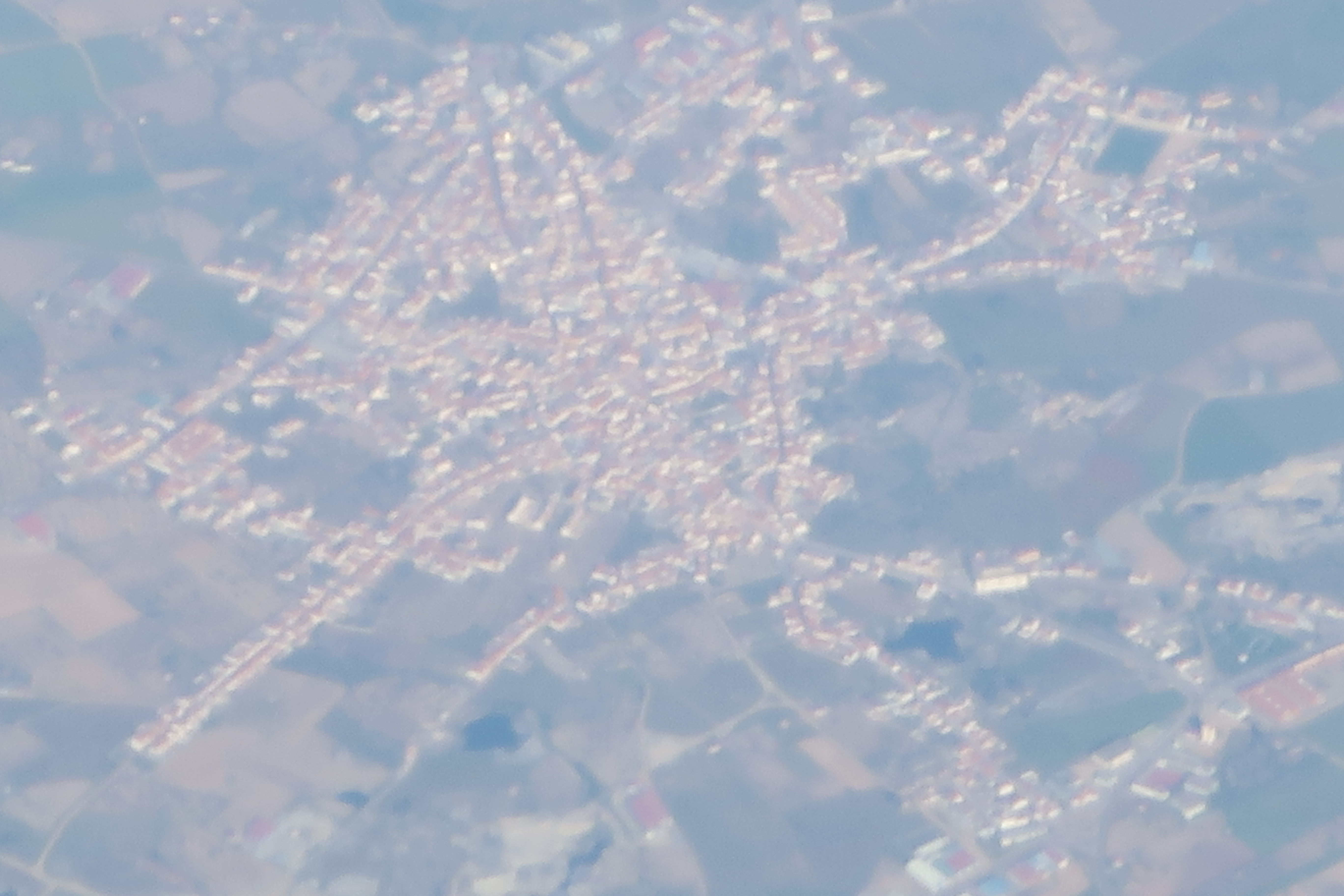
Quintana de La Serena en vista aérea

La colonización romana dejó su impronta a orillas del río Ortigas donde se estableció un poblamiento disperso, asimismo han aparecido algunas inscripciones. Especial importancia tiene la calzada romana que debió pasar por el núcleo urbano actual o muy cerca de él, y de la cual aún nos quedan restos en Hijovejo.
De la ocupación islámica apenas hay restos que la testifiquen. Quintana de La Serena, fue reconquistada en 1232 por la Orden militar de Alcántara. Enrique IV de Castilla lo cedió a Miguel Martin Quintana como solar propio por Real cédula expedida en Mérida el 18 de agosto de 1473 dichos privilegios fueron confirmados a su hijo Pedro de Miguel-Romero por otra Real cédula expedida en Medina del Campo el 14 de marzo de 1486 por los Reyes Católicos.
Hasta el año 1595 fue aldea de Campanario, comprando en esta fecha su derecho de villazgo ante el rey Felipe II, de este modo alcanzó su independencia como villa exenta, obteniendo después el rango de Encomienda. A la caída del Antiguo Régimen la localidad se constituye en municipio constitucional en la región de Extremadura, antaño conocida como Quintana. Desde 1834 quedó integrado en el Partido judicial de Castuera. En el censo de 1842 contaba con 868 hogares y 3236 vecinos.

## Demografía
Quintana de la Serena cuenta con una población de 4455 habitantes (INE 2024).
| Gráfica de evolución demográfica de Quintana de la Serena entre 1842 y 2021                                                                                               |
| |
| Población de derecho según los censos de población del INE. Población de hecho según los censos de población del INE.En estos censos se denominaba Quintana: 1842 y 1857. |

## Economía

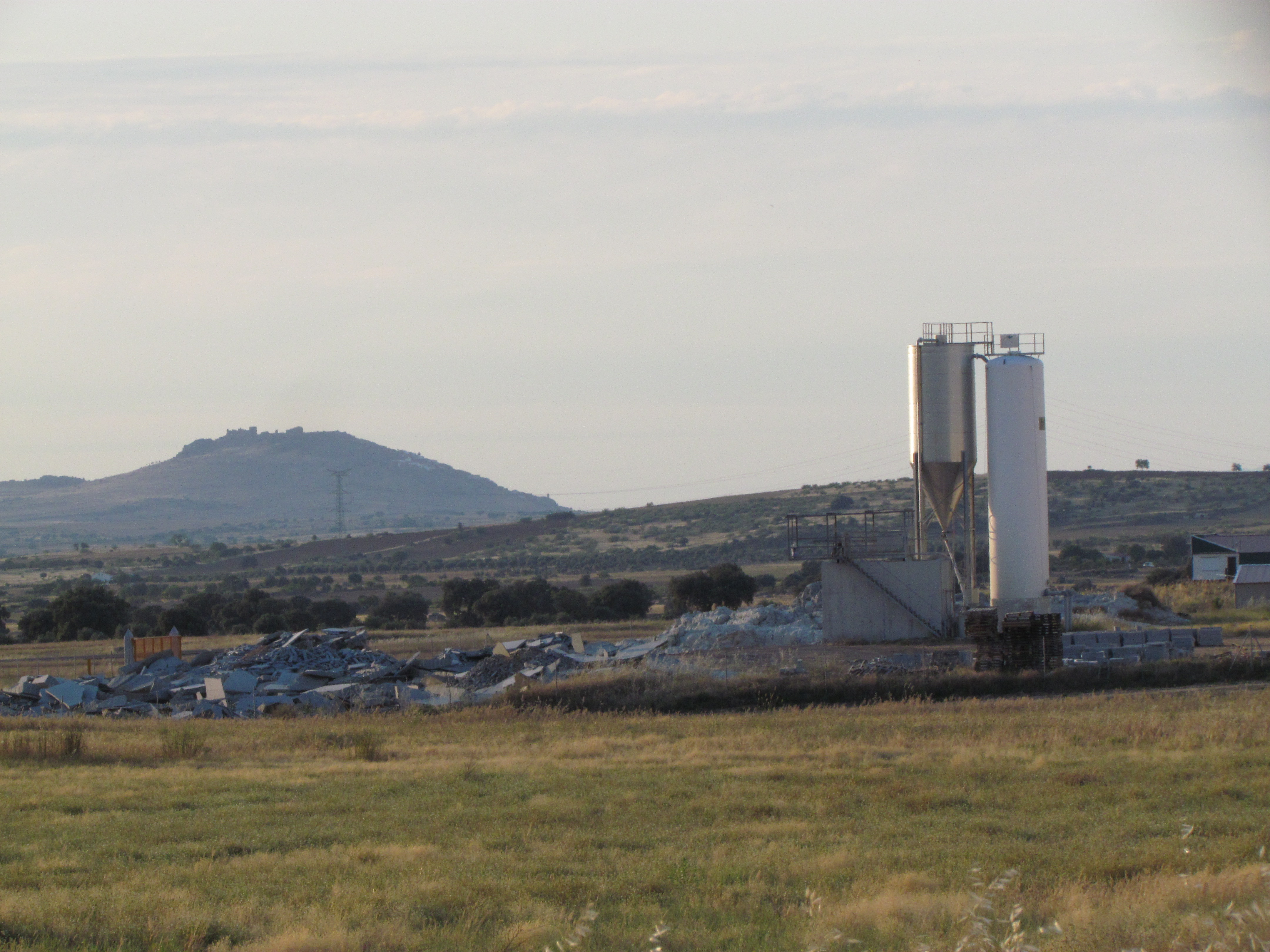
Cantera de granito situada en Granzamen (norte), próxima a la carretera de Campanario

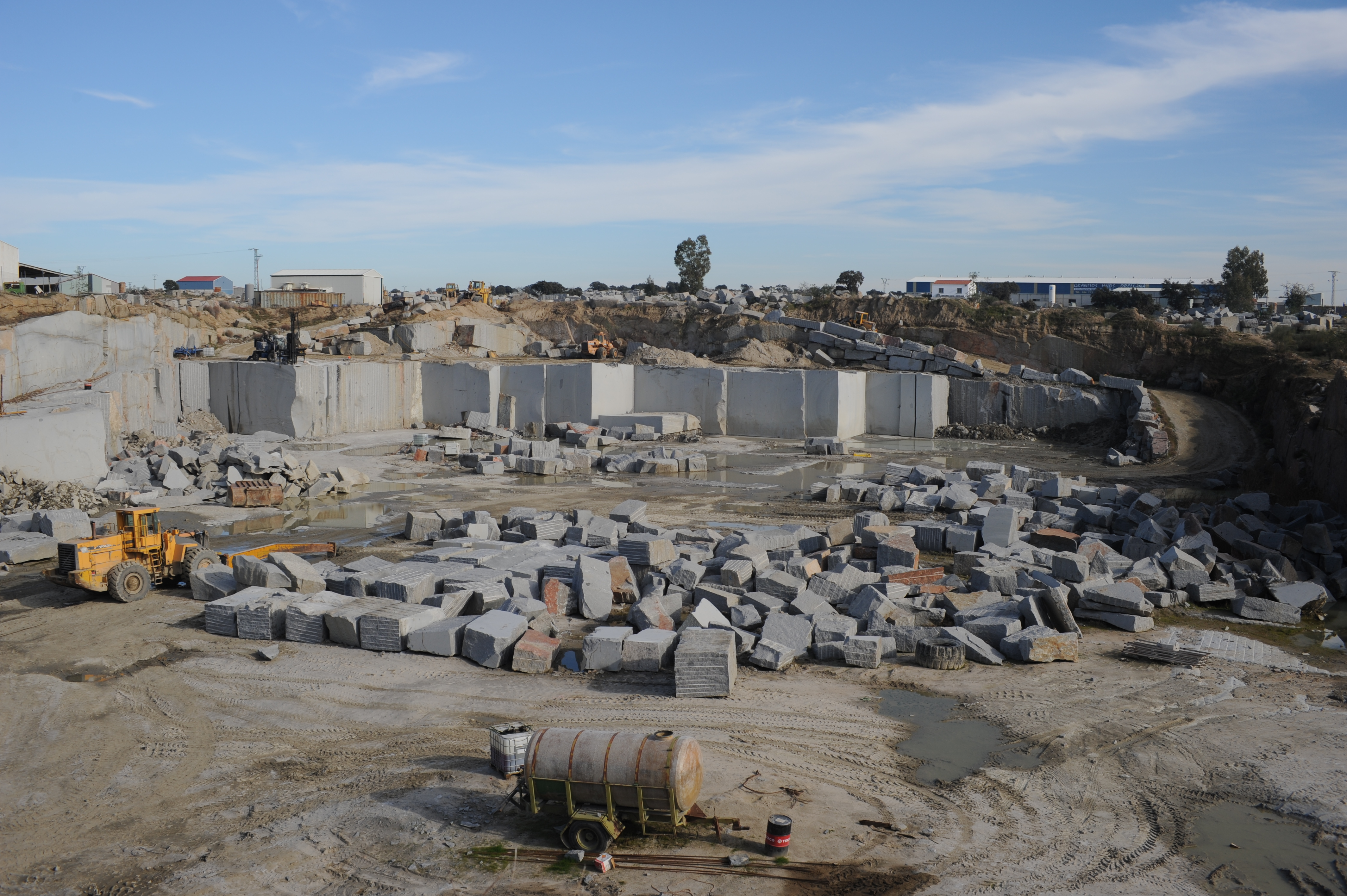
Cantera de Quintana

La tradicional ocupación agro-ganadera que caracterizó a Quintana de La Serena, ha sido sustituida actualmente por la explotación de sus ricas canteras de granito, especialmente la variedad comercial conocida como gris quintana, que aunque empleada desde antiguo, en las últimas décadas del pasado siglo y coincidiendo con la mecanización y aplicación de nuevas tecnologías se ha convertido en el principal sustento de la economía de Quintana de La Serena. La extracción y transformación del granito ha permitido que Quintana de La Serena logre un despegue industrial extraño para los pueblos de la comarca.

## Educación
El municipio dispone de un colegio público de Educación Infantil y Primaria, el cual es el CEIP Virgen de Guadalupe, que está formado por tres edificios, Laguna (C/ Laguna), Ermita (Plaza de la Ermita) y Carretera (Avda de la Constitución), impartiéndose en cada uno de éstos, determinados cursos. Asimismo, en cada edificio se imparten los siguientes cursos:
- Ermita: Educación Infantil y 1º de E.Primaria
- Carretera: 2º, 3º y 4º de E.Primaria.
- Laguna: 5º y 6º de E.Primaria.

También hay un Instituto de Educación Secundaria en el que se imparten: ESO, Bachillerato un ciclo formativo de Grado Medio de Atención a Personas en Situación de Dependencia y un ciclo Formativo de Grado Superior Técnico en Educación Infantil.
En esta localidad se sitúa a uno de los cinco centros de formación profesional para el empleo del SEXPE en Extremadura.

## Política
El actual alcalde es Raimundo Dávila Fortuna, del Partido Socialista Obrero Español, investido el 23 de mayo de 2019 tras las Elecciones Municipales de ese mismo año, la composición de la corporación municipal es la siguiente:

Ayuntamiento

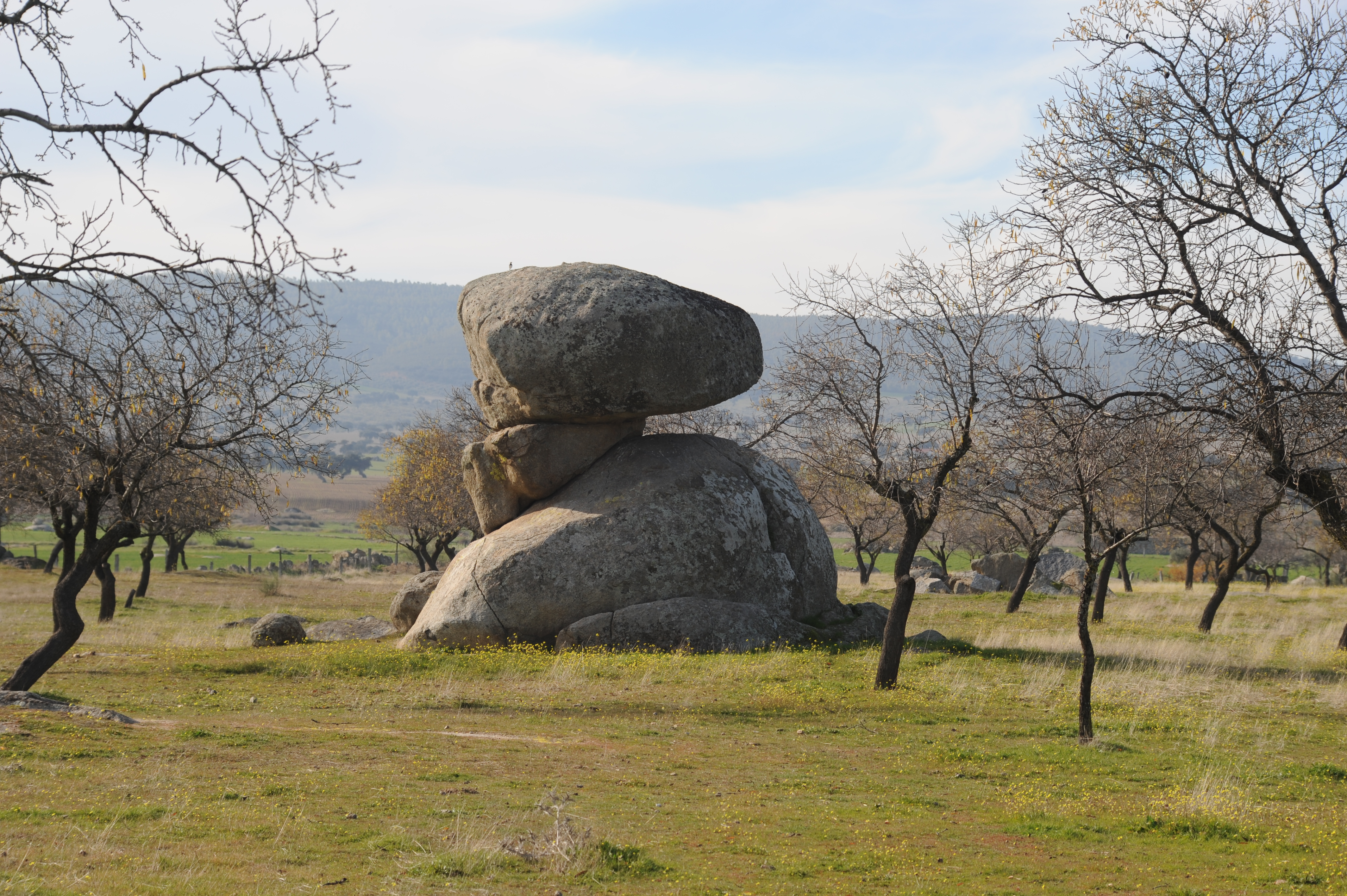
Canchal Una piedra sobre otra

| Corporación municipal                    |            |
| Partido político                         | Concejales |
| Partido Socialista Obrero Español (PSOE) | 7          |
| Partido Popular (PP)                     | 3          |
| Izquierda Unida (España) (IU)            | 1          |

## Monumentos

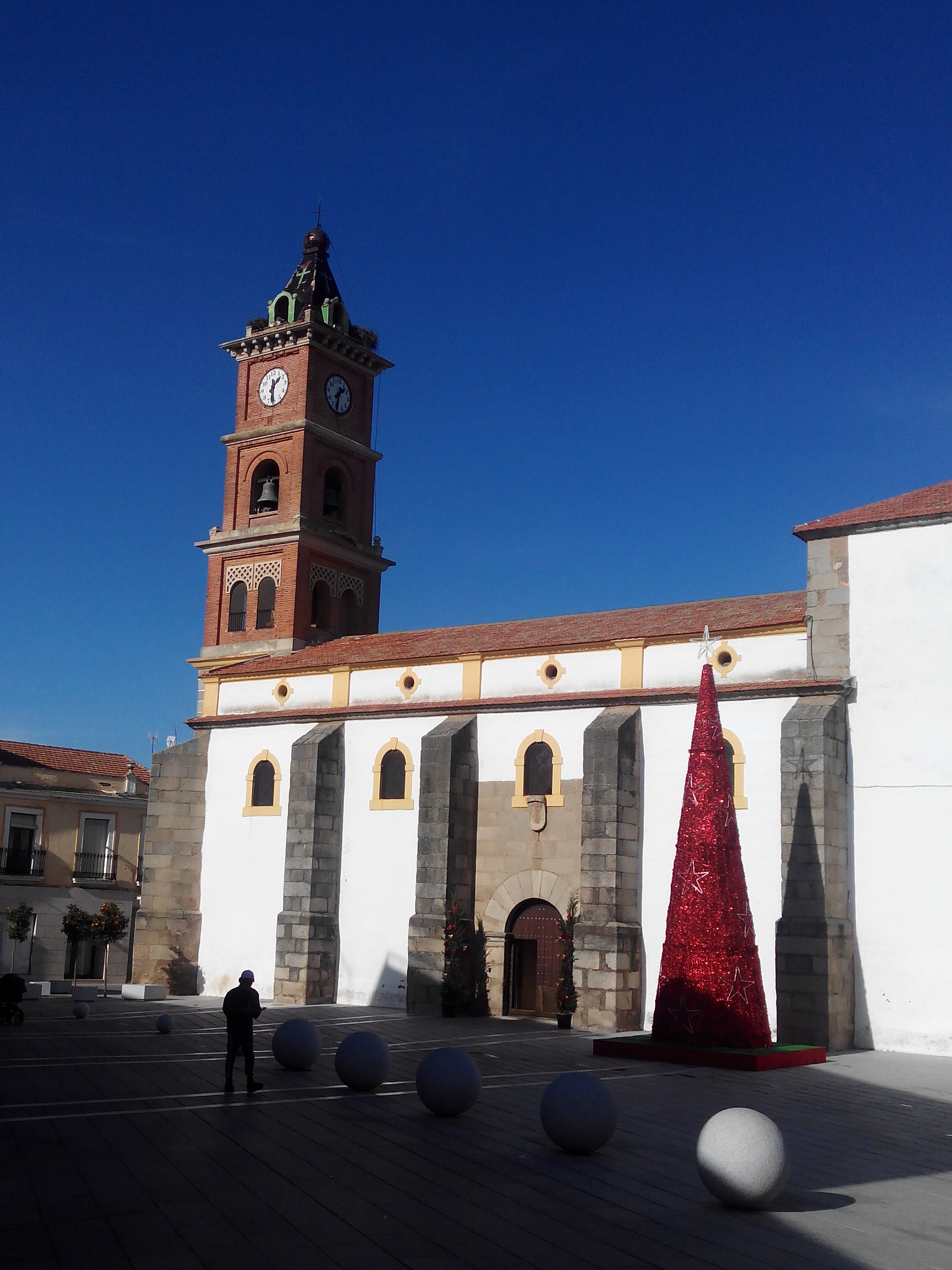
Iglesia de Nuestra Señora de los Milagros

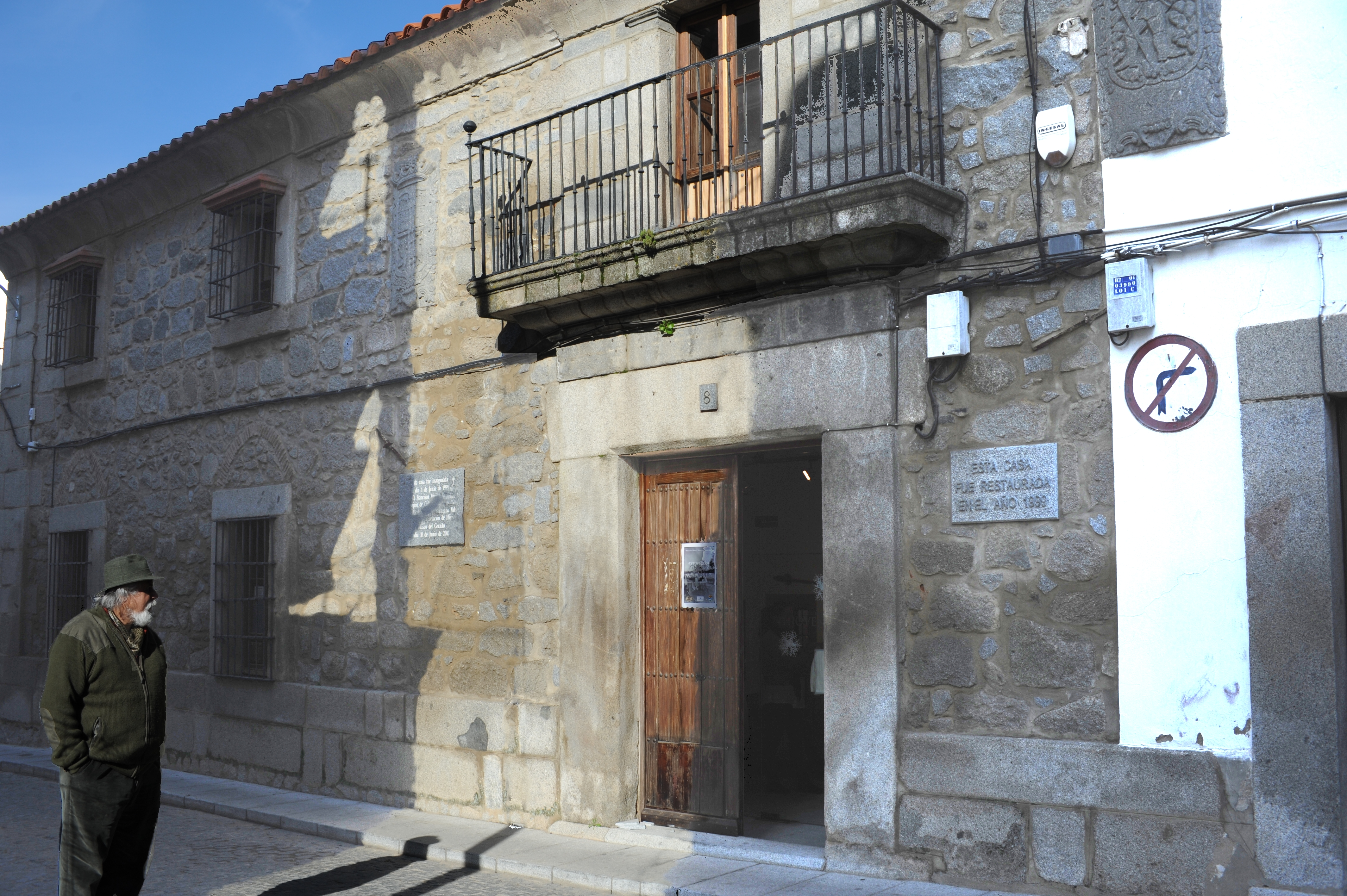
Museo del Granito en Quintana de La Serena

- Entre los monumentos más destacables de Quintana de La Serena aparecen, por una parte, distintos recintos fortificados tipo Torre prerromanos entre los que destaca el de Hijovejo y por otra parte edificios religiosos, como la iglesia parroquial católica bajo la advocación de Nuestra Señora de los Milagros, en la Archidiócesis de Mérida-Badajoz,[11] construcción originaria del siglo XV que sufre transformaciones en el XVIII.

- También destaca la ermita de los Mártires, que data del siglo XVII, mandada construir por la Orden de Alcántara. La antigua Casa de la Posada alberga en la actualidad el Museo del Granito y el Centro de Interpretación de Hijovejo.

- En las distintas, rotondas y paseos de Quintana se muestra un museo al aire libre de esculturas hechas por los artistas canteros de Quintana en Granito gris quintana.

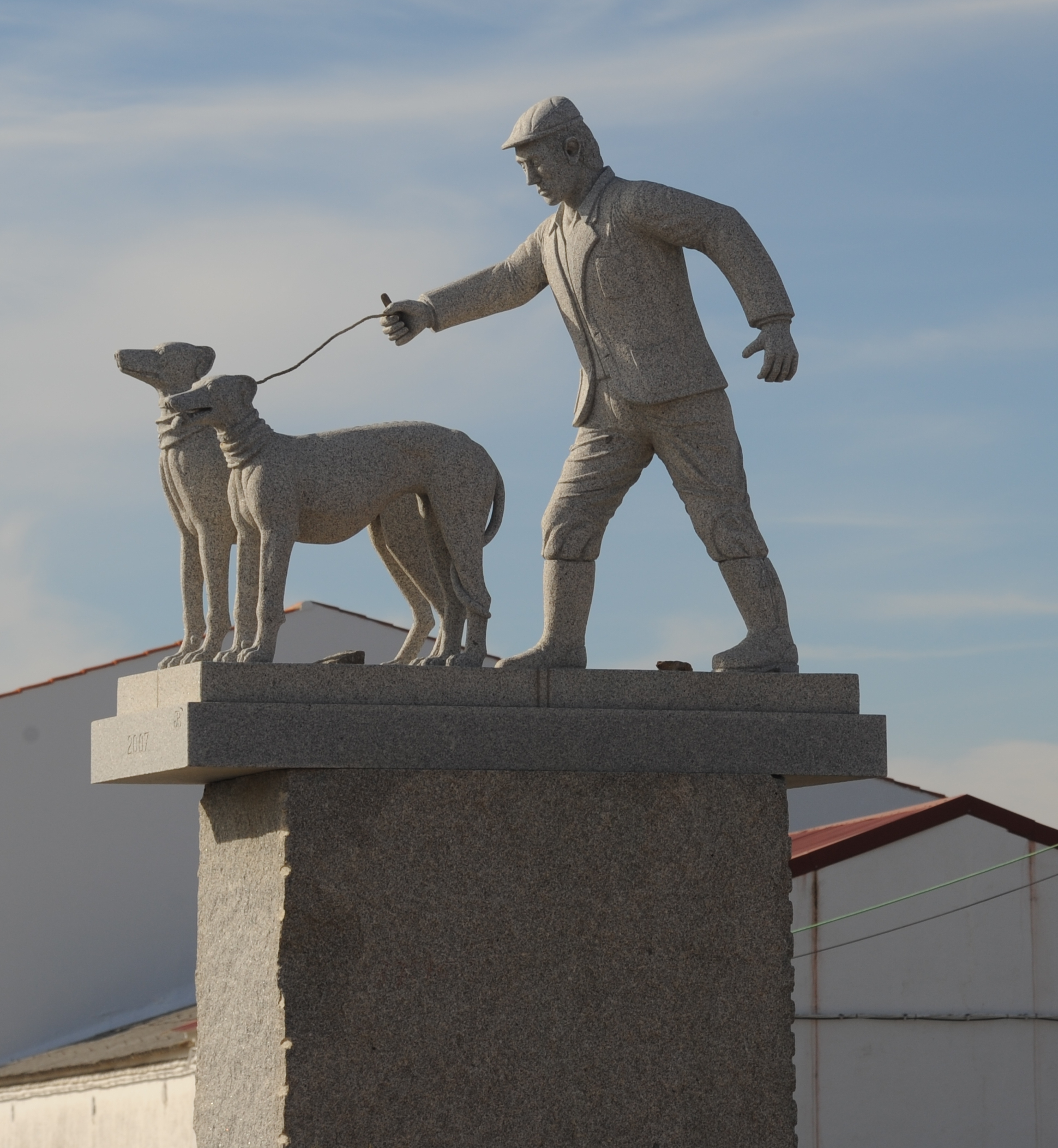
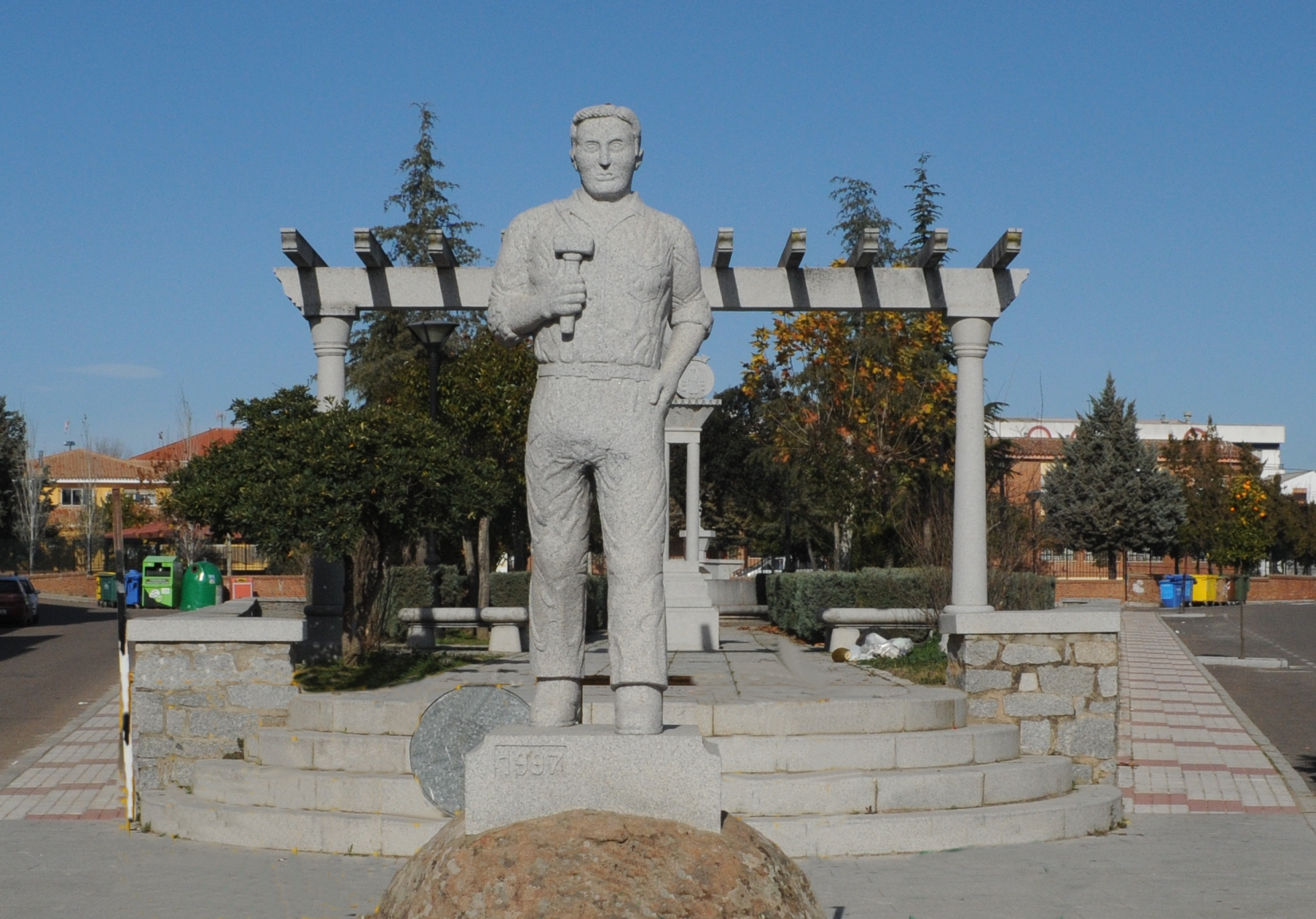

- Monumento natural, el canchal singular Una piedra sobre otra, que sirve de emblema para la Asociación Cultural homónima de Quintana

## Cultura

### Gastronomía
En el apartado gastronómico, destacan los productos típicos de la matanza casera como jamones, lomos, salchichones, chorizos, morcillas… así como el queso de oveja merina típico con denominación de origen Queso de La Serena.
También podemos degustar diferentes platos de caza de la zona: guisos y estofados de conejo y liebre, perdices con judías blancas o escabechadas, etc.
Igualmente debe ser mencionada la caldereta extremeña, principalmente de cordero y también de cabrito, como plato estrella de las grandes celebraciones camperas.

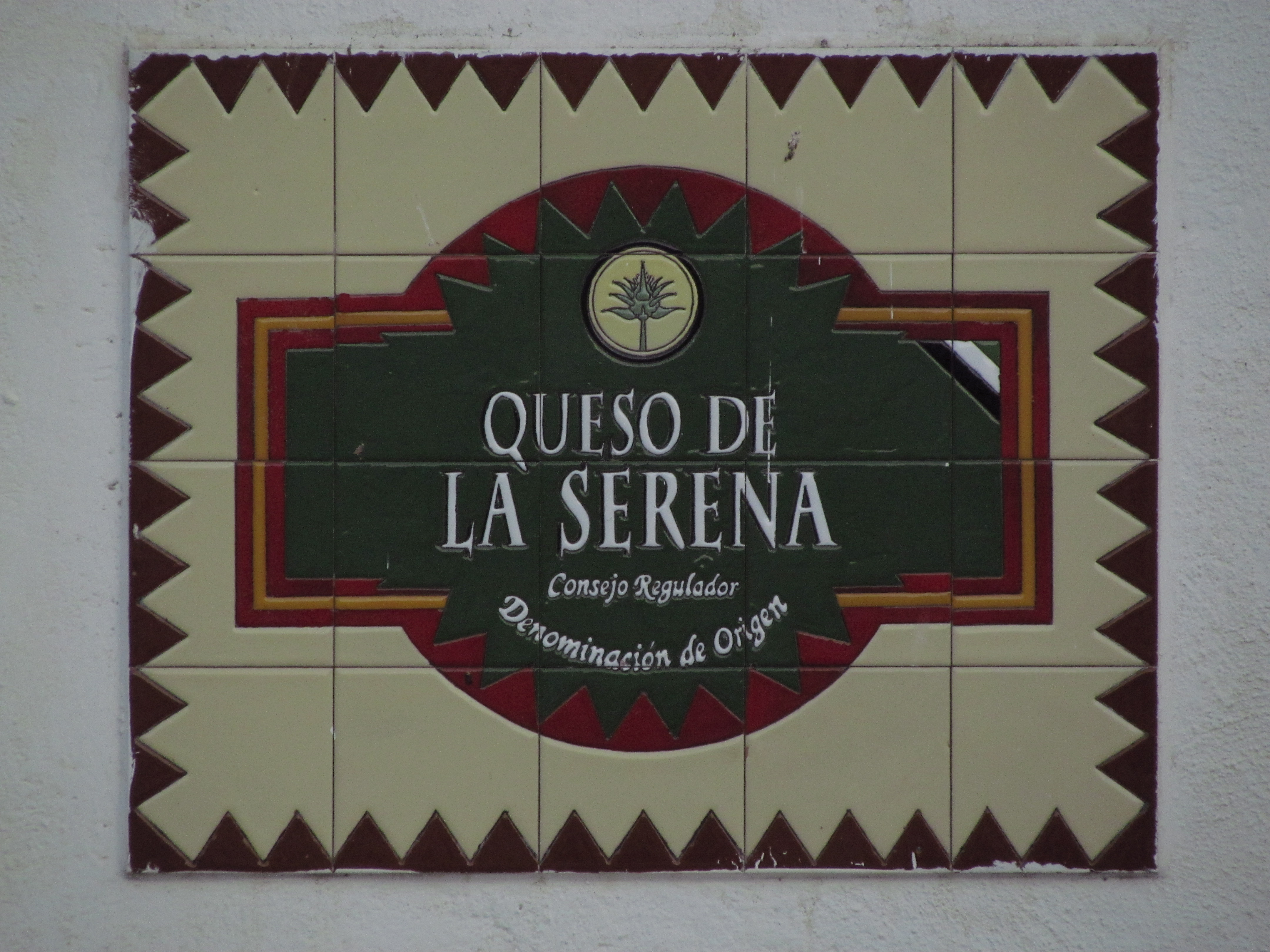
Denominación de origen del Queso de La Serena en una fábrica quesera

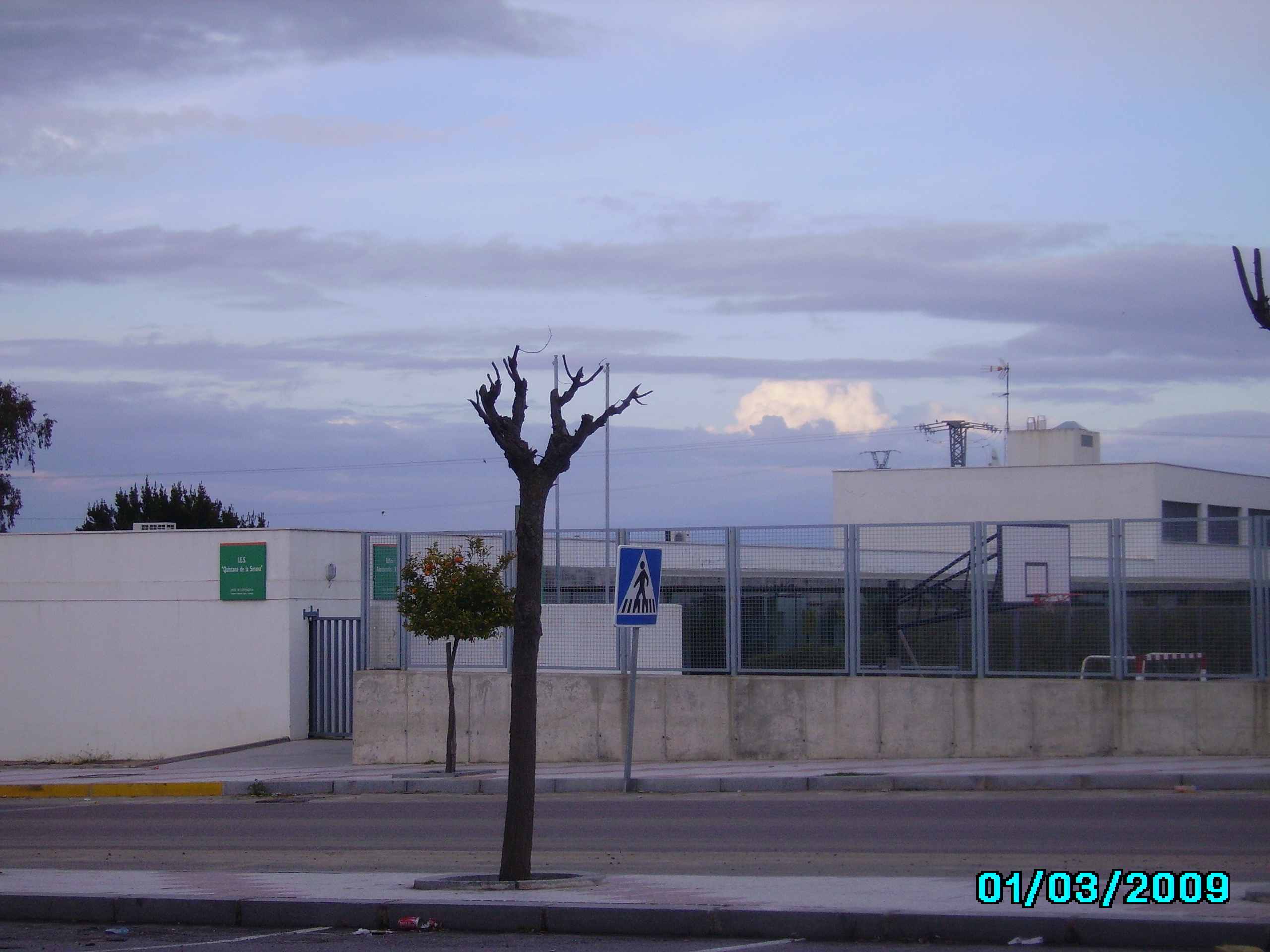
IES Quintana de La Serena.

En cuanto a platos vegetales destacan el gazpacho extremeño, el pisto extremeño y el boronío, (llamado en otros lugares alboronía y que llevamos a América, donde es más conocido como boronía), cuya principal diferencia respecto al pisto es que lleva berenjena (lo que lo asemeja al ratatouille provenzal o a la samfaina catalana) y, sobre todo, por el machado a base de comino que se le añade.
En repostería, lo más típico es la Rejeñía, y los Rosquetes del Jueves de Compadre, aunque también se puede disfrutar de otros dulces típicos como las rosquillas, perrunillas, cubiletes y prestiños, que es como llamamos a los pestiños.

### Fiestas locales
- Jueves de Compadre: se celebra dos jueves antes del Martes de Carnaval, en el que se degustan dos de los platos gastronómicos más clásicos de Quintana: la rejeñía, dulce compuesto de manteca de cerdo, azúcar, harina, canela y miel y los rosquetes del Jueves de Compadre.
- La Velada  o Velá: también conocida erróneamente como Feria chica se celebra el 15 y 16 de julio en honor al Santísimo Cristo de la Misericordia, que se vela durante las noches de esos días, comenzando la del día 14 de julio.
- Feria de Agosto: feria por excelencia del municipio de Quintana de La Serena. Se realiza en honor a la Virgen de los Milagros, patrona del pueblo, entre el 20 y 24 de agosto.

## Personas destacadas
- Diego Hidalgo Barquero (1778-1852): canónigo de la catedral de Sevilla y ganadero de reses bravas.
- José Antonio Monago Terraza: Expresidente de la Junta de Extremadura (2011-2015) (PP).
- Rafaela Romero Pozo: Expresidenta de las Juntas Generales de Guipúzcoa (2007-2011) y actual portavoz del Grupo Juntero Socialista de estas. (PSE-EE).
- Guillermo de la Cruz Coronado (1922-2012): escritor, filólogo, profesor universitario... de relieve en Brasil, donde residía.[13]
- Isabel Escudero Ríos (1944-2017), poeta y ensayista,[14] compañera del escritor y filósofo Agustín García Calvo.
- Vito Íñiguez: Vocalista, compositor y fundador del grupo de rock  Sínkope[15]